# Araña
Garota-Aranha (Anya "Aña" Sofia Corazon) é uma personagem do Universo Marvel, uma heroína ligada ao Homem-Aranha.

## História
Anya foi criada por Fiona Avery e Mark Brooks e apareceu primeiramente em Amazing Fantasy (volume 2) #1. Ela também apareceu em Araña: The Heart of the Spider, publicada nos EUA em Janeiro de 2005.

### Personagens
- Miguel, Mago de Sociedade da Aranha. (falecido)
- Nina, uma executiva da WebCorps.
- Ted, hacker residente da WebCorps'.
- Lynn, a melhor amiga de Anya.
- Gil Corazon, um repórter investigativo e pai de Anya.
- Jon Kasiya (Amun), assassinos egípcios que trabalham para a Irmandade da Vespa.

### A Sociedade da Aranha
Era o primeiro dia de aula quando Anya é recrutada por um clã místico chamado a sociedade da aranha para agir como seu agente, um caçador. Um ritual é executado nela dando-lhe uma tatuagem de aranha que lhe dá o dote com poderes de aranha. Anya encontra-se com seu pai, Gil Corazon (um repórter do O Arauto de Nova York e o escritor de diversas histórias principais), sobre o que aconteceu; tenta convencê-lo que tem um papel importante na WebCorps. Gil interroga Miguel a respeito de que trabalho deu para Anya.

### Trajes
A WebCorps oferece a Araña vários trajes, incluindo as roupas que assemelham-se àquelas da Supergirl, a Mulher Invisível, o Magneto, o Homem-Aranha, o Bride de Kill Bill, a Sailor Moon, a Mulher Maravilha, e um traje gigante der coelho (de Buffy, Anya Jenkins). Anya, não satisfeita, decide-se fazê-la o traje. Desenhou um traje com os sneakers vermelhos e azuis, trilha azul pants, backpack vermelho, luvas vermelhas com muitos bolsos, e óculos escuros grandes. Tampas crusty de um exoesqueleto mais de seu corpo como uma pele falsa. No lugar do equipamento como de correia ou de teias da aranha, Araña une cabos aos discos que são do tamanho de sua palma e têm oito pés vermelhos capazes de prender remotamente objetos.
A Irmandade da Vespa, adversários da sociedade da aranha, tem também um caçador, que luta contra Araña na primeira edição.

## Poderes e habilidades
Anya possui força, velocidade, stamina, agilidade e reflexos sobre-humanos, habilidade de furar às superfícies contínuas, habilidade de criar um simbiote azul como um exoesqueleto protetor.